# Rogsjön
Denna artikel handlar om Rogsjön i Falu kommun, men namnet kan även syfta på Rogsjön (Vänjans socken, Dalarna)
Rogsjön är en stor näringsfattig klarvattensjö i Falu kommun i Dalarna och ingår i Dalälvens huvudavrinningsområde. Sjön är 65 meter djup, har en yta på 17,9 kvadratkilometer och befinner sig 154 meter över havet. Sjön avvattnas av vattendraget Kvarnån.
Sjön är belägen öster om tätorten Bjursås. Norr om sjön ligger Nordanrog.
Konstnären Einar Norelius bodde och målade många av sina tavlor vid sjön.
Fisklivet består mestadels av abborre och gädda. Men det finns bland annat öring som kan leka i närliggande vattendrag som Lurån i östra delen av sjön.
Tätorten Falun får sedan många år sitt dricksvatten från sjön. Därför finns det speciella regler för sjön och dess nyttjande.

## Delavrinningsområde
Rogsjön ingår i delavrinningsområde (673578-148798) som SMHI kallar för Utloppet av Rogsjön. Medelhöjden är 197 meter över havet och ytan är 61,25 kvadratkilometer. Räknas de 16 avrinningsområdena uppströms in blir den ackumulerade arean 190,31 kvadratkilometer. Rogsån (Fjällgrycksån) som avvattnar avrinningsområdet har biflödesordning 4, vilket innebär att vattnet flödar genom totalt 4 vattendrag innan det når havet efter 235 kilometer. Avrinningsområdet består mestadels av skog (62 procent). Avrinningsområdet har 18,01 kvadratkilometer vattenytor vilket ger det en sjöprocent på 29,4 procent. Bebyggelsen i området täcker en yta av 0,36 kvadratkilometer eller 1 procent av avrinningsområdet.